# حاجي أباد (نائين، الغرب)
حاجي أباد هي قرية في مقاطعة نائين، إيران. عدد سكان هذه القرية هو 28 في سنة 2006.